# アムステルダム (映画)
『アムステルダム』（Amsterdam）は、2022年のアメリカ合衆国の歴史コメディスリラー映画。監督・脚本はデヴィッド・O・ラッセルが務め、主要キャストとしてクリスチャン・ベール、マーゴット・ロビー、ジョン・デヴィッド・ワシントンが出演している。1933年に発覚した政治陰謀事件「ビジネス・プロット」を題材に医師、看護師、弁護士の3人の友人がアメリカ軍将軍の殺害事件に端を発した陰謀に巻き込まれる姿をフィクションを交えて描いている。
批評家からはプロダクションデザインやキャストの演技が評価された一方、ラッセルの脚本や演出には批判が集まった。興行成績もボックスオフィス・ボムになっており、スタジオの損失は9700万ドルになると推定されている。

## ストーリー
1918年。医学生バート・ベレンゼンは妻の両親からの圧力で第一次世界大戦に従軍することになり、ミーキンズ将軍指揮下の部隊を任されることになる。彼はそこで黒人兵士ハロルドと、負傷兵の体内から摘出した爆弾の破片でアート作品を作る風変わりな看護師ヴァレリーと出会い友情を結ぶ。バートとハロルドはヴァレリーに連れられてアムステルダムに向かい、そこで共同生活を送り友情を深めていくが、バートは妻ベアトリスの元に帰るため2人と別れてニューヨークに戻る。残ったハロルドとヴァレリーは愛情を育んでいくが、「バートが逮捕された」という知らせを聞いたハロルドは、バートを助けるためにニューヨークに戻ってしまう。
1933年。15年の歳月が流れ、バートは退役軍人を相手にした診療所を開業し、ハロルドは弁護士になっていた。2人は交流を続けていたが、アムステルダムに残ったヴァレリーとは音信不通になっていた。ある日、バートはハロルドに誘われてミーキンズ将軍の娘リズと会い、将軍が死んだことを知らされる。リズは「父は何者かに殺された」と告げてバートに解剖を依頼し、バートは看護師イルマの協力を得て解剖を行い、胃の中から多量の毒物が検出され、2人は将軍の死が他殺であると判断する。バートとハロルドはリズに解剖結果を報告しようとするが、彼女は何者かに突き飛ばされて交通事故死し、2人はリズ殺害犯に仕立て上げられてしまう。
2人は無実を証明するため、リズに自分たちに解剖を依頼するように勧めた人物を捜そうとする。リズが死ぬ直前に口にした人物を調査した結果、2人は資産家のトム・ヴォーズに辿り着き、彼の屋敷に向かうが、そこで音信不通だったヴァレリーと再会する。ヴァレリーはトムの妹で、リズに2人を紹介したことを告げる。また、彼女はニューヨークに戻って以来神経症を患っており、トムと彼の妻リビーに監視されていることを明かす。バートとハロルドはヴォーズ夫妻と面会し、「ミーキンズ将軍の戦友で国民的英雄のディレンベック将軍なら、将軍の死の真相を知っているかも知れない」と聞かされる。バートがディレンベック将軍に面会を申し込む中、ハロルドとヴァレリーはヴォーズ邸の中でリズを殺した男タリームを見かけて彼を尾行し、「五人委員会」と呼ばれる組織が運営する強制不妊手術を行う研究所に行き着く。2人はタリームの襲撃を振り切り研究所を脱出してバートと合流し、ウォルドルフ＝アストリアに向かう。3人はそこで、アムステルダム時代に世話になったヘンリー、ポールと再会する。彼らはそれぞれアメリカ海軍情報部とMI6の諜報員であり、「五人委員会」がアメリカ政府の転覆を図っており、ディレンベック将軍を味方に引き込んで陰謀を阻止することを提案する。
3人はディレンベック将軍と面会し、「五人委員会」のエージェントから退役軍人を味方に引き込み、フランクリン・ルーズベルトを退陣に追い込んで新政権の独裁指導者になることを要請されていることを知らされる。バートはディレンベック将軍を説得してエージェントの要請を受け入れさせ、バートが主催する退役軍人戦友会の場で演説し、「五人委員会」を炙り出そうと画策する。退役軍人戦友会のパーティー当日、ディレンベック将軍とバートたちは「五人委員会」と接触し、彼らの正体がトムを含むアメリカの実業家であること、彼らが妄信するベニート・ムッソリーニ、アドルフ・ヒトラーのような独裁者を生み出して、アメリカにファシズム政権を樹立することを目論んでいることが明かされる。ディレンベック将軍は「五人委員会」が用意した決起を促す演説原稿を無視して、「五人委員会」を弾劾して民主主義を擁護する演説を行い、裏切りを知った「五人委員会」はタリームにディレンベック将軍を暗殺させようとするが、ハロルドとヴァレリーに阻止され、タリームはその場で拘束される。パーティー会場に踏み込んだヘンリー、ポールによってヴォーズ夫妻や「五人委員会」のメンバーは逮捕されるが、彼らはすぐに釈放され、報復としてメディアを操作してディレンベック将軍の中傷キャンペーンを展開する。攻撃されたディレンベック将軍は議会で「五人委員会」の陰謀を証言し、故郷に戻り生涯を終える。一連の事件の収束後、ハロルドとヴァレリーはアメリカでは結ばれることは難しいと判断して国外に去っていき、バートはベアトリスとの関係を清算し、診療所を再開してイルマとの新たな関係を構築していく。

## キャスト
※括弧内は日本語吹替。
- バート・ベレンゼン - クリスチャン・ベール（高橋広樹）
- ヴァレリー・ヴォーズ - マーゴット・ロビー（三石琴乃）
- ハロルド・ウッドマン - ジョン・デヴィッド・ワシントン（田村真）
- ギル・ディレンベック将軍 - ロバート・デ・ニーロ（佐々木勝彦）
- トム・ヴォーズ - ラミ・マレック（三上哲）
- リビー・ヴォーズ - アニャ・テイラー＝ジョイ（豊崎愛生）
- イルマ・セントクレア - ゾーイ・サルダナ（木村涼香）
- ベアトリス・ファンデンフーヴェル - アンドレア・ライズボロー（加藤美佐）
- ミルトン・キング - クリス・ロック（細川祥央）
- ヘンリー・ノークロス - マイケル・シャノン（谷昌樹）
- ポール・カンタベリー - マイク・マイヤーズ（多田野曜平）
- レム・ゲトワイラー刑事 - マティアス・スーナールツ（斉藤次郎）
- ヒルツ刑事 - アレッサンドロ・ニヴォラ（赤坂柾之）
- リズ・ミーキンズ - テイラー・スウィフト（岸本望）
- ビル・ミーキンズ将軍 - エド・ベグリー・ジュニア
- タリーム・ミルファックス - ティモシー・オリファント（佐久間元輝）
- ミスター・ネヴィンズ - リーランド・オーサー
- エヴァ・オット - コリーン・キャンプ

## 製作
2020年1月、ニュー・リージェンシーはデヴィッド・O・ラッセルが監督・脚本を務め、クリスチャン・ベールを主演に起用した新作映画の企画を発表し、4月から撮影を開始することを明かした。同年2月にマーゴット・ロビーとマイケル・B・ジョーダンの出演が発表されたが、ジョーダンはスケジュールの都合で製作開始前に降板している。報道によると、当初ヴァレリー役にはジェニファー・ローレンス、ハロルド役にはジェイミー・フォックスが検討されていたという。同年10月にジョン・デヴィッド・ワシントンがジョーダンの後任としてハロルド役に起用され、2021年1月から6月にかけて他の主要キャストが発表された。報道によると、ベールの報酬は500万ドル未満、ラミ・マレックは10万ドル台だった。
当初の製作費は5000万ドルで、2021年3月からボストンで撮影が始まる予定だったが、COVID-19パンデミックの影響で撮影が延期された。また、パンデミック下のボストンで撮影することに対してキャストが難色を示したため、撮影地はロサンゼルスに変更された。主要撮影は2021年1月から3月にかけて49日間行われ、製作費は撮影地の変更と感染対策により8000万ドルに増額された。主要スタッフにはエマニュエル・ルベツキ（撮影監督）、ジェイ・キャシディ（編集技師）、ヒドゥル・グドナドッティル（音楽監督）が起用されている。2022年4月に開催されたシネマコンで、映画のタイトルが『Amsterdam』となることが発表された。同年8月にグドナドッティルが降板したため、新たにダニエル・ペンバートンが音楽監督に起用された。ロビーによると、パサデナで行われた最終日の撮影でラッセルとベールが許可を得ていた時間を過ぎても撮影を続けていたため、警察が撮影現場に現れて強制的に撮影を終了させられたという。

## マーケティング
2022年4月27日に開催されたシネマコン2022で『アムステルダム』の試写が行われ、7月6日にはテン・イヤーズ・アフターの「I'd Love to Change the World」が流れる予告編が公開された。映画館では編集された予告編が流され、公開日が10月7日であることが明かされた。また、9月12日にはキャラクターポスターが公開された。リージェンシーとウォルト・ディズニー・カンパニーはプロモーションのために7000万ドルの費用を投じている。

## 公開
2022年9月18日にニューヨークのアリス・タリー・ホールでプレミア上映が行われ、10月7日から20世紀スタジオ配給で劇場公開された。当初の公開予定日は11月4日だったが、ウォルト・ディズニー・スタジオ・モーション・ピクチャーズ配給の『ブラックパンサー/ワカンダ・フォーエバー』との競合を避けるため、10月7日に前倒しされた。IMAX上映も行われ、9月27日にはアメリカ各地のIMAXシアターで特別上映会が開催されている。

## 評価

### 興行収入
2022年11月11日時点の国内興行収入は1480万ドル、海外興行収入は1280万ドルで製作費8000万ドルを大きく下回っている。オープニング週末の興行成績を受けたDeadline Hollywoodは、製作費・マーケティング・キャスト出演料・その他の費用と興行収入・ホームメディア収入を分析した結果、『アムステルダム』の損失は9700万ドルになると報じている。
アメリカ・カナダでは『シング・フォー・ミー、ライル』と同日公開され、当初オープニング週末は3005劇場で1000万ドルの興行収入を記録し、公開3日間で1500万ドルを記録すると予測されていた。しかし、公開初日の興行収入が260万ドル（木曜日のプレミア上映の興行収入55万ドル含む）だったことから、興行予測は700万ドルに修正された。最終的にオープニング週末の興行収入は650万ドルとなり、週末興行成績第3位にランクインした。Deadline Hollywoodは興行不振について、批評家の反応や134分の上映時間が観客の足を遠ざけたこと、風変わりなスタイルや複雑なプロットを見たディズニーがマーケティング戦略を明確に打ち出せなかったことを理由に挙げている。公開第2週末の興行収入は前週比55%減少の220万ドルとなり、興行成績は第5位にランクダウンした。

### 批評

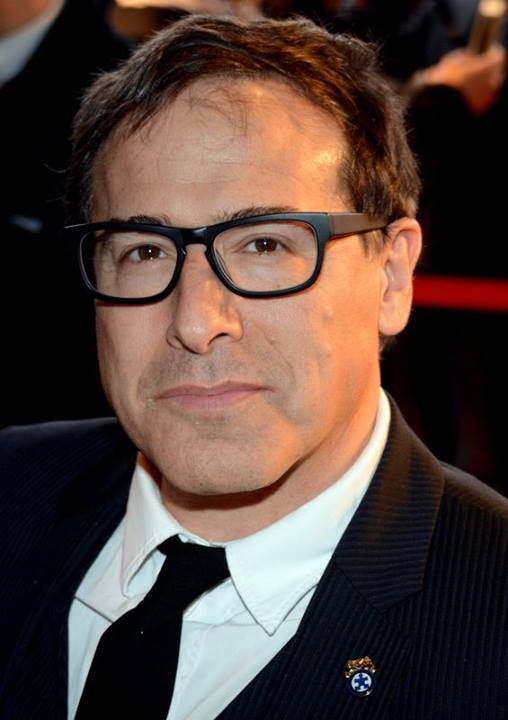
デヴィッド・O・ラッセル

Rotten Tomatoesによれば、231件の評論のうち高評価は33%にあたる77件で、平均点は10点満点中5.1点、批評家の一致した見解は「『アムステルダム』は、大スターが勢ぞろいし、プロットは非常に賑やかだが、そのすべてを合わせても、各パーツの素晴らしさの合計には痛々しいほど及んでいない」となっている。
Metacriticによれば、51件の評論のうち、高評価は11件、賛否混在は29件、低評価は11件で、平均点は100点満点中48点となっている。CinemaScoreでは「B」評価となっており、ポストトラックでは高評価が72%となっている。
Deadline Hollywoodのピート・ハモンドは複雑な脚本とユニークな発想のキャラクター、カメラワーク、衣装、企画、映画音楽を称賛した。サウスチャイナ・モーニング・ポストのジェームズ・モトラムは4/5の星を与え、「『アムステルダム』は現代政治を反映した、ハル・アシュビー風味の花火のようなケイパー作品だ」と批評している。フォーブスのスコット・メンデルソンは「最高級の仕事をこなす素晴らしいアンサンブル・キャスト」を称賛している。ナショナル・ポストのクリス・ナイトは映画の「きびきびしたペース」と「素敵な脚本」、助演キャストを高く評価している。USAトゥデイのブライアン・トルイト、Slateのライアン・スウェン、ニューヨーク・オブザーバーのオリヴァー・ジョーンズはそれぞれ4/5の星を与えており、「風変わりなフーダニット」と表現している。この中でトルイトはベール、ロビー、ワシントンの演技を高く評価している。スウェンは映画の情緒的な面と「ディティールに富んだ物語」を称賛しており、ジョーンズは「疲れてしまうかも知れませんが、ほんの少しだけです。幸いなことに、映画に登場する巨大な陰謀は、この映画が持つ絶対的な活力に支えられている」と批評している。
複数の批評家は、『アムステルダム』は野心的過ぎて、物語のトーンに一貫性が見られない点を批判している。ガーディアンのピーター・ブラッドショーは3/5の星を与え、映画のユーモアを評価しつつ、ストーリーについては「疲れ果てるほど奇妙に感じた」と批評している。/Filmのジェフ・ユーイングは「『アムステルダム』には魅力的なシーンがいくつもあり、驚くほどの一流キャスト、完璧な撮影技術が揃っている」と称賛しつつ、大きく上下するトーンやプロットの工夫の面では欠点があったと指摘している。The A.V. Clubのジョーダン・ホフマンは「B-」評価を与え、「エネルギッシュでエンターテインメントに溢れた素晴らしいキャスト」を称賛しつつ、映画については「野心的過ぎるポリティカル・ポットボイラー」と批評している。ハリウッド・リポーターのデイヴィッド・ルーニーは、「複数の映画要素（スクリューボール・コメディ、クライム・スリラー、愛情と友情の誓いに対する一途な敬意、フィクションを織り交ぜた反ファシズムの歴史教育）を無造作に1本にまとめたような映画」と表現し、キャストの演技、カメラワーク、企画、衣装デザインを高く評価しつつ、「映画よりもリミテッド・シリーズで扱うのが相応しい題材だった」と批評した。ペーストのオーロラ・アミドンは「不可解なストーリー」を批判しつつ、キャストの演技やカメラワーク、編集を高く評価している。スクリーン・インターナショナルのティム・グリーソンは映画を「複雑なストーリーを持つ、詰め込み過ぎの殺人ミステリー」と表現しつつ、予測不可能なプロットは評価に値すると指摘している。バラエティ誌のピーター・デブルージュは、「美しい映像が流れるが、社会風刺を詰め込み過ぎており、知的なアイディアが不十分な形で製作された映画」と批評している。エンパイアのイアン・フリアーは、「『アムステルダム』は、その所々に存在する印象的なパートの合計以上の価値にはなり得ない」と批評した。エンターテインメント・ウィークリーに寄稿したリア・グリーンブラットは「C+」評価を与え、「慌ただしくて奇妙なシャギー・ドッグ・ストーリー」と批判しつつ、企画と衣装デザインについては「非の打ち所がない」と絶賛した。
デイリー・テレグラフのロビー・コリンは2/5の星を与え、映画には印象に残るような台詞がなく、「ラッセルの脚本はストーリーを重苦しいものにした」と批評した。IndieWireのデイヴィッド・エールリッヒは「C-」評価を与え、「プロットは無秩序な混乱を見せ、エンターテインメントはほとんど存在しなかった」と批評している。グローブ・アンド・メールのバリー・ヘルツは「『アムステルダム』は深い意味を持つ軽快なエンターテインメント作品になることを目指していたが、そのために自己消耗を起こして押し潰れてしまった」と批評している。AP通信のマーク・ケネディは「人種問題や富の集中、退役軍人やファシズムについて、何か現代的なことを言おうとしているが、結局のところ、だらけてマンネリ化したノイズで終わっている」と批評した。コリダーのチェイス・ハッチンソンは「F」評価を与え、「酷い編集」「陳腐な台詞」「混乱したトーン」を批判し、「全体的に、映画にはヴィジョンが欠落している」と結論付けた。

### 賞歴
| 映画賞                                                   | 授賞式         | 部門                                   | 対象                                                                                              | 結果       | 出典          |
| -------------------------------------------------------- | -------------- | -------------------------------------- | ------------------------------------------------------------------------------------------------- | ---------- | ------------- |
| 第13回ハリウッド・ミュージック・イン・メディア・アワード | 2022年11月16日 | 長編映画部門歌曲賞                     | 「Time」                                                                                          | ノミネート | [ 56 ]        |
| 第12回オーストラリア映画テレビ芸術アカデミー賞           | 2022年12月7日  | 大衆選出主演女優賞                     | マーゴット・ロビー                                                                                | ノミネート | [ 57 ]        |
| 第15回メイクアップアーティスト&ヘアアーティスト組合賞    | 2023年2月11日  | 時代映画キャラクターメイクアップ賞     | - ナナ・フィッシャー - ミホ・スズキ - ジェイソン・コリンズ                                        | ノミネート | [ 58 ] [ 59 ] |
| 第15回メイクアップアーティスト&ヘアアーティスト組合賞    | 2023年2月11日  | 時代映画キャラクターヘアスタイリング賞 | - アドルイーサ・リー - ロリ・マッコイ＝ベル - カサンドラ・L・ラセック - イヴェット・シェルトン    | ノミネート | [ 58 ] [ 59 ] |
| 第76回英国アカデミー賞                                   | 2023年2月19日  | 衣装デザイン賞                         | - J・R・ホーベーカー - アルバート・ウォルスキー                                                   | ノミネート | [ 60 ]        |
| 国際映画音楽批評家協会賞                                 | 2023年2月23日  | ドラマ映画部門作曲賞                   | ダニエル・ペンバートン                                                                            | ノミネート | [ 61 ] [ 62 ] |
| 第3回全米セットデコレーター協会賞                        | 2023年4月23日  | 時代映画部門装飾/デザイン賞            | - パトリシア・クッチア - （セットデコレーター） - ジュディ・ベッカー - （プロダクションデザイン） | ノミネート | [ 63 ]        |